# Клёновые
Клёновые (лат. Acereae) — триба растений подсемейства Конскокаштановые (Hippocastanoideae) семейства Сапиндовые (Sapindaceae). Ранее эта триба рассматривалась в ранге одноимённого семейства (Aceraceae Juss.).

## Ботаническое описание
Листопадные деревья и кустарники. Общей характеристикой семейства является супротивное листорасположение. Листья без прилистников, простые, с пальчатым жилкованием или сложные непарноперистые и тройчатые.
Цветки правильные, в конечных или боковых кистях, метёлках или щитках, обоеполые или однополые, в последнем случае растения однодомные или двудомные. Плод — крылатка, распадающаяся на две части. Семена без эндосперма, зародыш согнутый, с тонкими складчатыми семядолями.
Опыление в большинстве случаев насекомыми, лишь очень немногие виды ветроопыляемые.
Нередко во всех частях растения имеются вместилища выделений (млечный сок и т. п.)

## Систематическое положение
В трибе два рода (Клён и Диптерония) и около 120—150 видов, распространённых в умеренном поясе и субтропиках Северного полушария. Подавляющее большинство видов принадлежит к роду Клён, и только два относятся к Диптеронии.
По морфологическим признакам имеет близкое родство с семейством Сапиндовые (Sapindaceae s. str.). Некоторые учёные полагают, что семейство Клёновые, а также семейство Конскокаштановые (Hippocastanaceae) должны быть включены в состав Сапиндовых, и недавние исследования в этой области подтвердили эту связь (Harrington et al. 2005). В системе APG III Клёновые были включены в состав Сапиндовых.